# Тамды (река)
Тамды — река в России и Казахстане, протекает по Мартукскому району Актюбинской и Акбулакскому району Оренбургской области. Длина реки составляет 43 км.
Начинается к западу от села Новомихайловка. Течёт по открытой местности в общем северном направлении. Протекает через посёлок Тамдысай. Устье реки находится в 347 км по левому берегу реки Илек у села Ушкуль.
Ширина реки в низовьях — 25 м, глубина — 2 м.

## Данные водного реестра
По данным государственного водного реестра России относится к Уральскому бассейновому округу, водохозяйственный участок реки — Илек. Речной бассейн реки — Урал (российская часть бассейна).
Код объекта в государственном водном реестре — 12010000912112200008253.